# Brigantier
Die Brigantier waren ein zu den Vindelikern zählender Volksstamm der Kelten in Vorarlberg.
Nach ihnen ist die Stadt Bregenz (lateinisch Brigantium, keltisch/griechisch Brigantion) benannt, die von den Brigantiern gegründet worden war und als stärkstes keltisches Oppidum (befestigte Siedlung) im östlichen Bodenseeraum galt.  Im Jahre 1987 feierte die Landeshauptstadt Bregenz den 2000. Jahrestag der römischen Eroberung.

## Name
Das Ethnonym ist bei Strabon als Βριγάντιοι (Brigántioi) überliefert, bei Ptolemäus als Βριξάνται (Brixántai) und auf dem Tropaeum Alpium (und somit als Sekundärüberlieferung bei Plinius dem Älteren) als Brixentes (eingedeutscht Brixenten). In der Literatur wurden diese Stämme gelegentlich gesondert betrachtet, es gibt jedoch gute Argumente für die Annahme einer Identität aller drei.
Es wird eine zumindest kulturelle Verwandtschaft zum in Britannien angesiedelten keltischen Volk der Briganten vermutet. Zugrunde liegt wohl altkeltisch brigantes „die Hohen“ oder „die Erhabenen“ (der Name der Göttin Brigantia gilt als lateinische Angleichung der femininen Form *Brigantī „die Erhabene“, vgl. die irische Namensform Brigid; der Ortsname könnte aber auch eine „hochgelegene Festung“ bezeichnen, wobei der Name des Volkes dann ebenso gut vom Ortsnamen abgeleitet sein könnte anstatt umgekehrt) – entweder im konkreten Sinne „die Hochlandbewohner“ oder im übertragenen Sinne als „die Edlen“ zu verstehen; der Name der Burgunden ist wohl dessen germanische Entsprechung. Geht man jedoch von der Wortbedeutung briga = „Anhöhe, Hügel, Berg, Seeufer“ – ein bei keltischen Siedlungsgründungen in ganz Europa weit verbreiteter Namensteil – aus, dann wären die Briganten oder Brigantier einfach die „Siedler am Wasser“ und die nach einigen Quellen bei beiden Stämmen verehrte Brigantia die wie auch immer geartete Gottheit dieser Siedler, vermutlich in Verbindung mit einem Wasserheiligtum.

## Geschichte
Ungefähr um 400 v. Chr. gründeten sie die Stadt Brigantion (Brigantioi) als keltisches Oppidum am Bodensee. Bei antiken Autoren wurde der Obersee anfangs Lacus Brigantinus (See der Brigantier) genannt.
Die Brigantier wurden nach diversen Schlachten 15 v. Chr. von den Römern unterworfen und mit der Zeit romanisiert.